# 異世界でもふもふなでなでするためにがんばってます。
『異世界でもふもふなでなでするためにがんばってます。』（いせかいでもふもふなでなでするためにがんばってます）は、向日葵による日本のライトノベル。「小説家になろう」にて、2012年11月5日から連載中。第4回ネット小説大賞受賞作品。略称は「もふなで」。2024年7月時点でシリーズ累計部数は230万部を突破している。
過労死した秋津みどりが公爵家の第三子・ネフェルティマとして異世界に転生し、動物をもふもふなでなでしながら活動する様子を描いた物語。
メディアミックスとして、コミカライズが『WEBコミックアクション』の「モンスターコミックス」レーベルにて2017年11月3日から連載を開始し、現在は同サイトと小説レーベルのサイトとが統合独立した『がうがうモンスター』と『マンガがうがう』で連載中。また、男性キャラクターの日常を描いたスピンオフコミック『異世界でもふもふなでなでするためにがんばってます。男子部』が同サイトにて2022年9月29日から2023年9月28日まで連載された。また、テレビアニメが2024年1月から3月まで放送された。
2020年4月には古谷徹とコラボレートした本作のテレビコマーシャルが放送されている。

## あらすじ
27歳で過労死した秋津みどりは、神様に「死に方を変え特別な力を与える代わりに転生しないか」と持ち掛けられる。動物をもふもふしたいと願ったみどりは半ば強引に異世界へ転生させられ、ネフェルティマ・オスフェ (ネマ)として日々奮闘することになる。喜ぶネマの前に、聖獣天虎・ラースと契約者・ヴィルが現れる。

## 登場人物
ネフェルティマ・オスフェ
声 - 加隈亜衣
本作の主人公。愛称は「ネマ」。公爵家の第三子で、「人間以外の生物に好かれる」という能力を持つ。前世では某企業の契約社員をしていた秋津みどりとして生きていたが、27歳で過労死し、転生した。創造神に要望を聞かれた際「可愛い動物をもふもふなでなでしたい」と欲望をぶつけたところ、「人間以外の生物に好かれる」という能力を与えられる。
異世界における人間による人間以外への迫害を止める、という使命を創造神から与えられているが、本人は使命よりも可愛い動物をもふもふなでなでしたい欲求が勝っている。
まだ幼く舌足らずのため、難しい言葉を使う際はひらがなとカタカナがごちゃ混ぜになった状態になっている。これは後にアンリーによる指導で改善された。
ラルフリード・オスフェ
声 - 梅田修一朗、日野まり（幼少期）
ネフェルティマと10歳離れた兄。愛称は「ラルフ」。第4王位継承権の持ち主。普段はおっとりとした温厚な性格。
カーナディア･オスフェ
声 - 岩田陽葵
ネフェルティマと7歳離れた姉。愛称は「カーナ」。火属性魔法が得意で上級。
デールラント・オスフェ
声 - 古谷徹
ネフェルティマの父親。愛称は「デール」。第3王位継承権の持ち主。公爵であり、ガシェ王国の宰相兼北のオスフェ領の領主。
重度の親バカであり、ネフェルティマになにかあると物騒な発想が出てくる。
セルリア・オスフェ
声 - 恒松あゆみ
ネフェルティマの母親。王立魔術研究所魔法工学局長。特級魔術師であり、水魔法では国一番と言われている。
ラース
声 - 武虎
聖獣天虎。契約者であるヴィルヘルト以外には懐かないが、ネフェルティマとは仲が良い。ネフェルティマとは王宮の庭で出会った。
ヴィルヘルト・レガ・ガシェ
声 - 大河元気
ガシェ王国王太子。愛称は「ヴィル」。ラースの契約者。ネフェルティマからは「鬼畜王子」と呼ばれている。
神様
声 - 三木眞一郎
秋津みどりを転生させた張本人。
ソル
声 - 乃村健次
聖獣炎竜。火属性。寿命が長い正統派のため話すことができる。カーナディアに召喚された際、ネフェルティマに竜玉を与えている。
その後も何かあった際、知恵袋としてネマの相談相手となっている。
森鬼
声 - 前野智昭
ゴブリンの上位種であるホブゴブリンが進化したもの。人のような見た目にツノが生えている。ネフェルティマにより名付けられた。火属性、風属性、水属性、土属性の精霊術を扱える。
アンリー･デッサ
声 - 小林沙苗
ネマの家庭教師。作法や稽古の指導を行った。指導方法は扇子で叩くなどかなりスパルタかつ暴力的。創世教の信者であり、獣人に対して差別意識を持っている。
スピカ：コボルトの群れで育った族の獣人。

## 既刊一覧

### 小説
- 向日葵（著）・雀葵蘭（イラスト）『異世界でもふもふなでなでするためにがんばってます。』双葉社〈Mノベルスf〉、既刊18巻（2025年1月10日現在）
  1. 2016年7月15日発売[3]、ISBN 978-4-575-23973-7
  2. 2016年12月16日発売[20]、ISBN 978-4-575-24009-2
  3. 2017年6月16日発売[21]、ISBN 978-4-575-24037-5
  4. 2017年12月15日発売[22]、ISBN 978-4-575-24074-0
  5. 2018年6月15日発売[23]、ISBN 978-4-575-24101-3
  6. 2018年12月14日発売[24]、ISBN 978-4-575-24138-9
  7. 2019年6月14日発売[25]、ISBN 978-4-575-24181-5
  8. 2019年12月20日発売[26]、ISBN 978-4-575-24237-9
  9. 2020年7月15日発売[27]、ISBN 978-4-575-24298-0
  10. 2021年1月15日発売[28]、ISBN 978-4-575-24367-3
  11. 2021年8月11日発売[29]、ISBN 978-4-575-24429-8
  12. 2022年1月14日発売[30]、ISBN 978-4-575-24482-3
  13. 2022年7月8日発売[31]、ISBN 978-4-575-24541-7
  14. 2023年1月7日発売[32]、ISBN 978-4-575-24594-3
  15. 2023年7月10日発売[33]、ISBN 978-4-575-24650-6
  16. 2024年1月10日発売[34]、ISBN 978-4-575-24710-7
  17. 2024年7月10日発売[35]、ISBN 978-4-575-24752-7
  18. 2025年1月10日発売[36]、ISBN 978-4-575-24792-3

### 漫画
- 高上優里子（漫画）・向日葵（原作）・雀葵蘭（キャラクター原案）『異世界でもふもふなでなでするためにがんばってます。』双葉社〈モンスターコミックス〉、既刊15巻（2025年4月30日現在）
  1. 2018年4月28日発売[37]、ISBN 978-4-575-41025-9
  2. 2018年10月31日発売[38]、ISBN 978-4-575-41036-5
  3. 2019年4月30日発売[39]、ISBN 978-4-575-41054-9
  4. 2019年10月30日発売[40]、ISBN 978-4-575-41082-2
  5. 2020年4月30日発売[41]、ISBN 978-4-575-41117-1
  6. 2020年10月30日発売[42]、ISBN 978-4-575-41164-5
  7. 2021年4月30日発売[43]、ISBN 978-4-575-41230-7
  8. 2021年10月29日発売[44]、ISBN 978-4-575-41314-4
  9. 2022年4月28日発売[45]、ISBN 978-4-575-41407-3
  10. 2022年10月28日発売[46]、ISBN 978-4-575-41516-2
  11. 2023年4月28日発売[47]、ISBN 978-4-575-41635-0
  12. 2023年12月28日発売[48]、ISBN 978-4-575-41796-8
  13. 2024年4月30日発売[49]、ISBN 978-4-575-41873-6
  14. 2024年10月30日発売[50]、ISBN 978-4-575-42006-7
  15. 2025年4月30日発売[51]、ISBN 978-4-575-42140-8
- 蕨野くげ子（漫画）・向日葵（原作）・雀葵蘭（キャラクター原案）『異世界でもふもふなでなでするためにがんばってます。男子部』双葉社〈モンスターコミックス〉、全1巻
  1. 2023年12月28日発売[52]、ISBN 978-4-575-41792-0

## テレビアニメ
2022年7月にアニメ化企画進行中であることが発表され、2024年1月から3月までTOKYO MXほかにて放送された。

### スタッフ
- 原作 - 向日葵・高上優里子[54]
- キャラクター原案 - 雀葵蘭[54]
- 監督 - 北村淳一[54]
- シリーズ構成 - 赤尾でこ[54]
- キャラクターデザイン - 宮崎麻美[54]
- サブキャラクターデザイン - 豊田暁子、井嶋けい子
- プロップデザイン - 中山奈々[17]
- 美術監督 - 鈴木俊輔[17]
- 美術設定 - 泉寛（第3-5、8話-）
- 色彩設計 - 戸澤有紀[17]
- 撮影監督 - 木村俊也[17]
- 編集 - 新見元希[17]
- 音響監督 - 今泉雄一[55]
- 音楽 - 宝野聡史、葛西竜之介[55]
- 音楽制作 - ポニーキャニオン、アップドリーム[55]
- 音楽プロデューサー - 澤畠康二、山田公平
- チーフプロデューサー - 梅本享、柱山泰佐
- プロデューサー - 川人憲治郎、佐藤友紀、石井正記、飯島江美子、澤畠康二、吉武真太郎、君塚耕太、大和田智之
- アニメーションプロデューサー - 武本浩和
- アニメーション制作 - EMTスクエアード[54]
- 製作 - もふなで製作委員会[56]

### 主題歌
「Cotton Days」
Sizukによるオープニングテーマ。作詞は磯谷佳江、作曲は俊龍、編曲は佐藤純一（fhána）、歌唱はKotoha。
「ふわふわpartyつられてhappy」
harmoeによるエンディングテーマ。作詞は中村彼方、作曲・編曲はTomggg。

### 各話リスト
| 話数 | サブタイトル                   | 脚本       | 絵コンテ     | 演出         | 作画監督                                                                                       | 総作画監督                            | 初放送日      |
| ---- | ------------------------------ | ---------- | ------------ | ------------ | ---------------------------------------------------------------------------------------------- | ------------------------------------- | ------------- |
| 1話  | この展開は聞いてない！         | 赤尾でこ   | 北村淳一     | 北村淳一     | 宮崎麻美 内山翠 谷津美弥子 杉村苑美 齊藤佳子 松本勝次 NAMUアニメーション                       | 宮崎麻美                              | 2024年 1月7日 |
| 2話  | 呼び出しくらいました           | 赤尾でこ   | 大畑晃一     | 土田駿       | Ahn Yeongyu Cho Sohyeon Kim Hyeju Soung Myeonggyo Son Seonah STUDIO CL                         | 杉村苑美                              | 1月14日       |
| 3話  | ステキな贈り物                 | 冨田頼子   | 門間和弥     | Han Yeonghun | Cho Sohyeon Lee Jaeho Kim Hyeju Son Seonah                                                     | Jung Wooyoung                         | 1月21日       |
| 4話  | 勉強は嫌いです！               | 小豆あずき | 北村淳一     | 清水明       | 鈴木伸一                                                                                       | 谷津美弥子                            | 1月28日       |
| 5話  | 森の魔物でびっくりです！       | 藤本冴香   | 飯村正之     | 飯村正之     | Cho Sohyeon Kim Hyeju Son Seonah Lee Jaeho                                                     | Jung Wooyoung                         | 2月4日        |
| 6話  | 強くなりたい気持ち             | 赤尾でこ   | 北村淳一     | 北村淳一     | 本田創一 清水博幸 吉田尚人 森山剛史 笠野充志 STUDIO CL                                         | 杉村苑美                              | 2月11日       |
| 7話  | お力になれると思います         | 冨田頼子   | 佐々木こうじ | Han Yeonghun | Cho Sohyeon Ah Youngyu Kim Sungil                                                              | Jung Wooyoung                         | 2月18日       |
| 8話  | とりあえずいろいろ決まりました | 小豆あずき | 北村淳一     | 城相太       | 桝井一平 鈴木伸一 蕭宇庭 杜林桂                                                                | 谷津美弥子                            | 2月25日       |
| 9話  | 森の主様お願いです・・・！     | 藤本冴香   | 中村憲由     | 佐々木こうじ | 岡田由紀子 和田勝之 中山和子 南伸一郎 慧敏 明光 龍光 馮含露 鑫月 Cho Sohyeon                   | 杉村苑美                              | 3月3日        |
| 10話 | 作戦会議をしよう！             | 藤本冴香   | 飯村正之     | 飯村正之     | 谷津美弥子 蕭宇庭 しのざきあきら しまいし 日下岳史 宮本武史 柴田知波                           | 谷津美弥子                            | 3月10日       |
| 11話 | 私が選んだ道                   | 赤尾でこ   | 佐々木こうじ | 石井久志     | 本田創一 LIM Min-Ji WON Mi-na PARK Aong-hwa PARK Soon Ok Kim Hyeju Son Suna Cho Sohyun nghimeP | Jung Wooyoung                         | 3月17日       |
| 12話 | 戦いのあとは                   | 赤尾でこ   | 北村淳一     | 北村淳一     | 猪口美緒 STUDIO CL                                                                             | 北村淳一 杉村苑美 谷津美弥子 猪口美緒 | 3月24日       |

### 放送局
| 放送期間               | 放送時間                     | 放送局     | 対象地域   | 備考                                 |
| ---------------------- | ---------------------------- | ---------- | ---------- | ------------------------------------ |
| 2024年1月7日 - 3月24日 | 日曜 22:00 - 22:30           | TOKYO MX   | 東京都     |                                      |
|                        | 日曜 23:30 - 月曜 0:00       | BS11       | 日本全域   | 製作参加 / BS放送 / 『ANIME+』枠     |
| 2024年1月8日 - 3月25日 | 月曜 21:30 - 22:00           | AT-X       | 日本全域   | CS放送 / 字幕放送 / リピート放送あり |
| 2024年1月9日 - 3月26日 | 火曜 1:59 - 2:29（月曜深夜） | 読売テレビ | 近畿広域圏 | 『MANPA』第1部                       |

| 配信開始日    | 配信時間        | 配信サイト | 備考                                                      |
| ------------- | --------------- | --- | --------------------------------------------------------- |
| 2024年1月1日  | 日曜 22:30 更新 | ABEMA | 地上波一週間先行・見放題独占配信。初回は月曜 22:30 更新。 |
| 2024年1月12日 | 金曜 0:00 更新  | バンダイチャンネル クランクイン！ビデオ dアニメストア DMM TV FOD Hulu J:COM STREAM Lemino milplus ニコニコチャンネル Prime Video TELASA U-NEXT Video Market |                                                           |

### BD
| 巻  | 発売日        | 収録話         | 規格品番 |
| --- | ------------- | -------------- | -------- |
| BOX | 2024年4月26日 | 第1話 - 第12話 | HPXN-511 |

### コラボレーション
群馬サファリパーク
2023年12月23日から2024年2月29日まで、コラボグッズを売店マルシェで販売していた。